# Nassim Nicholas Taleb
Nassim Nicholas Taleb (arabsky نسيم نيقولا نجيب طالب‎‎; * 1960 Amijún, Libanon) je libanonsko-americký esejista, filosof, odborník v oboru finanční matematiky, bývalý trader.
Hlavím tématem Talebových prací je problematika nahodilosti, pravděpodobnosti a nejistoty. Své myšlenky shrnul v pětisvazkovém filozofickém díle Incerto, vydávaném postupně mezi lety 2001 až 2018. Incerto je psáno převážně esejistickým stylem a obsahuje tituly Fooled by Randomness (2001), The Black Swan (2007–2010), The Bed of Procrustes (2010), Antifragile (2012) a Skin in the Game (2018).
Nassim Taleb je autorem pojmu antifragilita. Jedná se o vlastnost systémů, pro kterou mají stresory, otřesy, nestabilita, šum, chyby, poruchy, útoky nebo selhání ve výsledku pozitivní efekt. Ve stejnojmenné knize také podrobněji rozpracoval teorii černé labutě, který obohatil o řadu nových postřehů.
Jeho kniha Černá labuť z roku 2007 byla britským listem The Sunday Times vyhlášena za jednu z 12 nejvlivnějších knih od druhé světové války.

## Původ, dětství a mládí
Taleb se narodil v roce 1960 v libanonském Amiounu. Jeho otec, Nagib Taleb, pracoval jako onkolog a výzkumník v oboru antropologie. Oba jeho rodiče byli antiochijského řeckého původu a měli francouzské občanství. Jeho dědeček Fouad Nicolas Ghosn a pradědeček Nicolas Ghosn byli ve 40. až 70. letech 20. století místopředsedy libanonské vlády. Jeho dědeček z otcovy strany Nassim Taleb byl soudcem nejvyššího soudu a jeho prapradědeček Ibrahim Taleb (Nabbout) byl v roce 1866 guvernérem Libanonu. Taleb navštěvoval francouzskou školu Grand Lycée Franco-Libanais v Bejrútu. Jeho rodina ztratila značnou část svého politického vlivu a bohatství v důsledku libanonské občanské války, která začala v roce 1975.

## Vzdělání
Taleb získal bakalářský a magisterský titul na Pařížské univerzitě. Na Wharton School při Pensylvánské univerzitě získal v roce 1983 titul MBA a doktorát z manažerských věd na Pařížské univerzitě (Dauphine) pod vedením Hélyette Geman. Jeho disertační práce se zabývala matematikou oceňování derivátů.

## Kariéra ve financích
Taleb se věnoval matematickým financím, pracoval jako manažer hedgeových fondů nebo jako obchodník s deriváty.
Sám se nepovažuje ani tak za obchodníka, jako spíše za epistemologa náhody. Říká, že obchodování využil především k dosažení nezávislosti a svobody od autorit. Byl průkopníkem zajištění proti tzv. tail risk (dnes někdy nazývaného „ochrana proti černé labuti“), které má za cíl zmírnit expozici investorů vůči extrémním pohybům trhu. Jeho obchodním modelem byla ochrana investorů před krizemi a prudkými propady. Díky tomu minimalizoval svoje ztráty a byl schopen využít několika extrémních propadů trhů, které nikdo nedokázal předpovědět.
Po krachu v roce 1987 se stal Taleb údajně zcela finančně nezávislým a byl úspěšný i během propadu burzy Nasdaq v roce 2000, stejně jako během finanční krize v letech 2007–2008. V článku pro Wall Street Journal z roku 2007 Taleb tvrdil, že v roce 2004 odešel z obchodování a stal se autorem na plný úvazek.

## Filozofie
Platónské (tj. teoretické) přístupy k realitě odmítá Taleb kvůli tomu, že poskytují lidem špatnou mapu reality (což je mnohdy nebezpečnější než žádná mapa). Staví se také proti většině ekonomických a velkých společenskovědních teorií, které podle něj trpí nadužíváním Platónovy teorie forem. Proto se zasazuje o to, co nazývá „odolnou společností černých labutí“, tedy společností, která dokáže odolat těžko předvídatelným událostem.
Některé biologické, ekonomické a mnohé další systémy vykazují schopnost těžit a růst z nestálosti – což Taleb nazývá antifragilitou. Tvrdí také, že znalosti a technologie jsou obvykle vytvářeny spíše náhodnou činnorodostí, než výzkumem řízeným shora dolů.

## Dílo
- Černá labuť: následky vysoce nepravděpodobných událostí (2011; z angl. originálu Black swan), ISBN 978-80-7432-128-3
- Zrádná nahodilost: o skryté roli náhody na trzích a v životě (2013; z angl. originálu Fooled by randomness), ISBN 978-80-7432-292-1
- Antifragilita: jak těžit z nahodilosti, neurčitosti a chaosu (2014; z angl. originálu Antifragile), ISBN 978-80-7432-498-7